# Liste der Monuments historiques in Valdieu-Lutran
Die Liste der Monuments historiques in Valdieu-Lutran führt die Monuments historiques in der französischen Gemeinde Valdieu-Lutran auf.

## Liste der Objekte
| Bezeichnung         | Beschreibung                                  | Standort                             | Kennzeichnung | Schutzstatus | Datum | Bild |
| ------------------- | --------------------------------------------- | ------------------------------------ | ------------- | ------------ | ----- | ---- |
| Büste eines Kaisers | Kalkstein, vermutlich aus dem 15. Jahrhundert | im Haus 21 rue de la Chapelle (Lage) | PM68000663    | Classé       | 1994  |      |